# Анрі Мутон
Анрі Мутон (фр. Henri Mouton, 12 квітня 1881 — 20 березня 1962) — французький футболіст, що грав на позиції нападника за «Етуаль де Де Ляк» та національну збірну Франції.

## Клубна кар'єра
На клубному рівні грав за команду «Етуаль де Де Ляк». 

## Виступи за збірну
Протягом 1909–1910 років грав у складі національної збірної Франції, провівши у її формі 5 матчів і забивши один гол.
Помер 20 березня 1962 року на 81-му році життя.
| Дата       | Місто    | Господарі | Результат | Гості   | Турнір           | Голи | Примітки |
| ---------- | -------- | --------- | --------- | ------- | ---------------- | ---- | -------- |
| 09/05/1909 | Брюссель | Бельгія   | 5 – 2     | Франція | товариський матч | 1    |          |
| 22/05/1909 | Жантії   | Франція   | 0 – 11    | Англія  | товариський матч | -    |          |
| 03/04/1910 | Жантії   | Франція   | 0 – 4     | Бельгія | товариський матч | -    |          |
| 16/04/1910 | Брайтон  | Англія    | 10 – 1    | Франція | товариський матч | -    |          |
| 15/05/1910 | Мілан    | Італія    | 6 – 2     | Франція | товариський матч | -    |          |
| Усього     |          | Матчів    | 5         |         | Голів            | 1    |          |